# Демократично-республіканська партія
Демократично-республіканська партія (англ. Democratic-Republican Party)  — політична партія США, що існувала з 1792 по 1824 рр. Партію було засновано в 1792 році Томасом Джефферсоном та Джеймсом Медісоном на противагу Федералістській партії Александра Гамільтона. Демократично-республіканська партія стала поступово домінуючою політичною силою в Сполучених Штатах. В 1820-х роках після розпуску Федералістської партії партійна дисципліна втратила свою актуальність та республіканці розпалися на кілька фракцій, одна з яких дала початок сучасній Демократичної партії, а інша  — Національній республіканській партії.

## Утворення партії
Джеймс Медісон поклав початок партії як Республіканської серед конгресменів у Філадельфії, колишньою столицею США в той час. Після цього він з Томасом Джефферсоном та іншими активістами змогли залучити в партію лідерів штатів та місцевих лідерів, особливо в штаті Нью-Йорк і в південних штатах. Освічена партія через свої газети почала посилену критику політики Гамільтона, апелюючи до фермерам, виступаючи за суворе дотримання Конституції, нейтралітет по відношенню до європейських держав та більші повноваження для урядів штатів, ніж пропонували федералісти.

## Представництво партії в Конгресі
Хоча на початку становлення партійної системи було складно оцінити приналежність багатьох конгресменів до тієї чи іншої партії, історики застосовують статистичний аналіз для розбивки Конгресу по партіях. Після 1796 року така невизначеність знижується.
|                                     | Рік виборів |      |      |      |      |      |      |      |      |      |
| Палата представників                | 1788        | 1790 | 1792 | 1794 | 1796 | 1798 | 1800 | 1802 | 1804 | 1806 |
| Федералістська партія               | 37          | 39   | 51   | 47   | 57   | 60   | 38   | 39   | 25   | 24   |
| Демократично-республіканська партія | 28          | 30   | 54   | 59   | 49   | 46   | 65   | 103  | 116  | 118  |
| % дем. республіканців               | 43 %        | 43 % | 51 % | 56 % | 46 % | 43 % | 63 % | 73 % | 82 % | 83 % |
| Сенат                               |             |      |      |      |      |      |      |      |      |      |
| Федералістська партія               | 18          | 16   | 16   | 21   | 22   | 22   | 15   | 9    | 7    | 6    |
| Демократично-республіканська партія | 8           | 13   | 14   | 11   | 10   | 10   | 17   | 25   | 17   | 28   |
| % дем. республіканців               | 31 %        | 45 % | 47 % | 34 % | 31 % | 31 % | 53 % | 74 % | 71 % | 82 % |

Джерело: Kenneth C. Martis, The Historical Atlas of Political Parties in the United States Congress, 1789 — 1989 (1989).